# Jens Böhrnsen

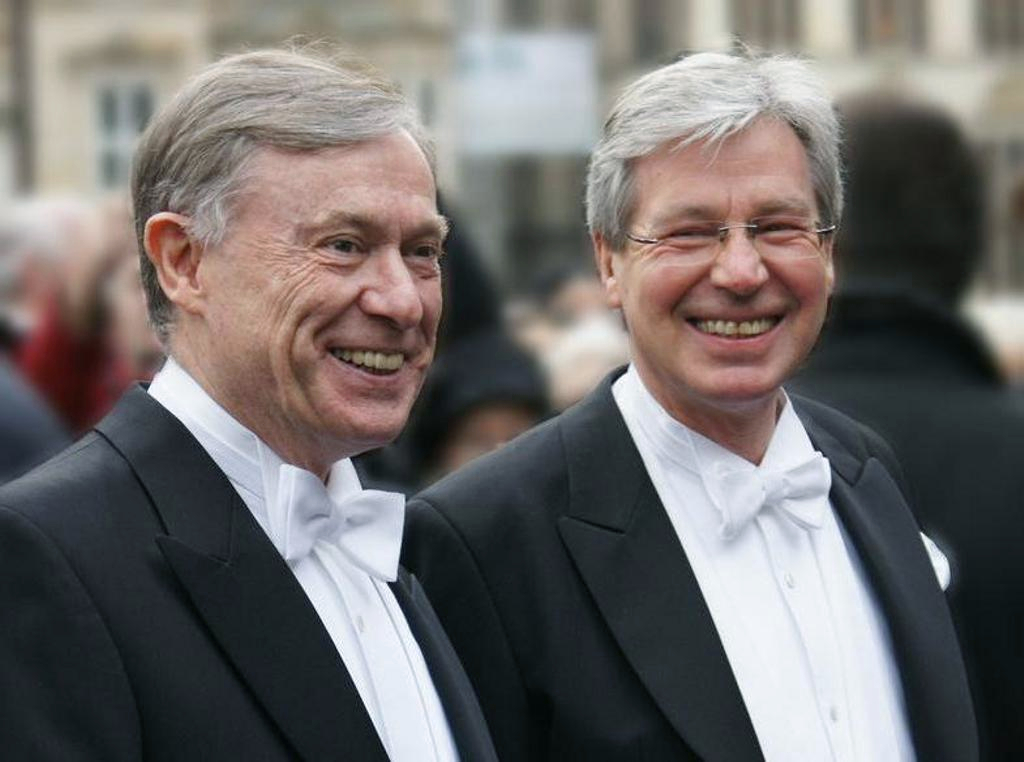
Böhrnsen (der) junto a su predecesor, el Bundespräsident Horst Köhler (izq), en febrero de 2009.

Jens Böhrnsen (Bremen, 12 de junio de 1949) es un político alemán, miembro del Partido Socialdemócrata de Alemania.
Se desempeñó como presidente del Senado de Bremen —puesto equivalente al de ministro presidente en la mayoría de länder— a la vez que alcalde de la ciudad homónima entre 2005 y 2015; de noviembre de 2009 a octubre de 2010 compaginó el cargo con el de presidente de turno del Bundesrat, y por tanto segunda máxima autoridad de Alemania.
El 31 de mayo de 2010 asumió la presidencia de la República Federal Alemana de forma interina tras la dimisión del Jefe del Estado, el Bundespräsident Horst Köhler, por unas polémicas declaraciones sobre la misión de las tropas alemanas en Afganistán.
Un mes después, Christian Wulff se convirtió en el nuevo Bundespräsident, al contar con el apoyo de la coalición del Gobierno.

## Trayectoria
Böhrnsen nació en la primavera de 1949 en Gröpelingen, un barrio obrero de la ciudad de Bremen, en el seno de una familia socialdemócrata y sindicalista. En el año 1967 se afilió al SPD. Estudió Derecho en la Universidad de Kiel, realizando su primer Staatsexamen en 1973, y el segundo en 1977 por la Universidad de Hamburgo. Trabajó como asesor en la administración bremense, y a partir de ahí desempeñó su labor como juez durante diecisiete años, antes de ser elegido miembro del Bürgerschaft (literalmente «la Casa de los Ciudadanos») de la Ciudad Libre Hanseática de Bremen.
Tras los decepcionantes resultados del SPD en las Elecciones estatales de Bremen de 2015, Böhrnsen anunció su decisión de no volver a postularse para el cargo de Alcalde. Continuó en el cargo hasta que el Bürgerschaft eligió como nuevo alcalde a Carsten Sieling.